# Lorenzo Milesi
Lorenzo Milesi (* 19. března 2002) je italský profesionální silniční cyklista jezdící za UCI WorldTeam Movistar Team.

## Hlavní výsledky
2019
Národní šampionát
2. místo časovka juniorů
3. místo GP Zema
4. místo Coppa Bonomi
8. místo Memorial Pietro Zipponi
8. místo Trofeo Virgilio Pezzotta
2020
Národní šampionát
 vítěz časovky juniorů
vítěz Autodromo di Imola Chronometro Individuale
vítěz Gran Premio Sogepu
vítěz Coppa Crono Garofoli Porte
Mistrovství Evropy
 3. místo časovka juniorů
3. místo Trofeo Buffoni
7. místo Trofeo Fratelli Anelli
2021
5. místo Milán–Busseto
2022
Le Triptyque des Monts et Châteaux
 vítěz vrchařské soutěže
vítěz etap 1 a 3a (ITT)
Tour de l'Avenir
vítěz 9. etapy
Mistrovství Evropy
7. místo časovka do 23 let
Mistrovství světa
10. místo časovka do 23 let
2023
Mistrovství světa
 vítěz časovky do 23 let
5. místo silniční závod do 23 let
Vuelta a España
vítěz 1. etapy (TTT)
lídr  &  po 1. etapě

### Výsledky na Grand Tours
| Grand Tour      | 2023 | 2024 |
| --------------- | ---- | ---- |
| Giro d'Italia   | —    | 85   |
| Tour de France  | —    |      |
| Vuelta a España | DNF  |      |

| —   | Nezúčastnil se |
| DNF | Nedokončil     |